# سرو سولو
سرو سولو (به اسپانیایی: Cerro Solo) یک کوه و آتشفشان در آرژانتین است که در بخش تینوگاستا واقع شده‌است. سرو سولو ۶٬۲۰۵ متر بالاتر از سطح دریا واقع شده‌است.